# Chamade (orgue)
Dans l'orgue, un jeu d'anche est dit en chamade lorsque ses tuyaux sont posés à l'horizontale, en général postés sur la face avant du buffet, de sorte qu'ils soient bien visibles et parlent directement dans la salle ou la nef.
Étant visibles, les tuyaux de chamades sont toujours plus soignés que ceux qui sont enfermés dans le buffet. Bien que faisant partie des éléments sonores, ils constituent aussi un élément décoratif. Ainsi le bord du résonateur est généralement ourlé et le métal brillant peut même être doré.
Dans l'orgue français, les chamades sont généralement des anches de type trompette ou clairon, mais on trouve aussi la bombarde en chamade, le hautbois en chamade et différents types de régales en chamade.
C'est surtout dans l'orgue ibérique de la période baroque que se sont multipliés les jeux d'anche en chamade : Orlos, Cro orlo, Dulzayna, Viejas (Viejos, Viegas), Chirimía, Regalia, Gaitas, Trompeta de Batalla, Trompeta Imperial, Trompeta Magna, llamada, etc.
Au XXe siècle, une mode probablement excessive voulait qu'à chaque restauration d'un instrument, on en profite pour ajouter des chamades : on a ainsi affublé de tuyaux horizontaux même des buffets baroques qui n'avaient pas été prévus pour cela. Mais c'est surtout l'orgue moderne américain qui s'est paré de ces faisceaux de tubes alignés comme des canons et portant des noms faisant plus penser à des symboles de puissance qu'à de véritables instruments de musique, leurs pressions étant poussées au-delà du raisonnable, à tel point que pour les accorder, l'organier doit se protéger les oreilles avec un casque anti-bruit ! Ces jeux puissants ont pour noms Tuba Magna, Tuba Mirabilis, Festival Trumpet, Pontifical Trumpet, State Trumpet, Silver Trumpet, Fan Trumpet, Fan Tuba, Trompeta de Los Angeles.

## Galerie

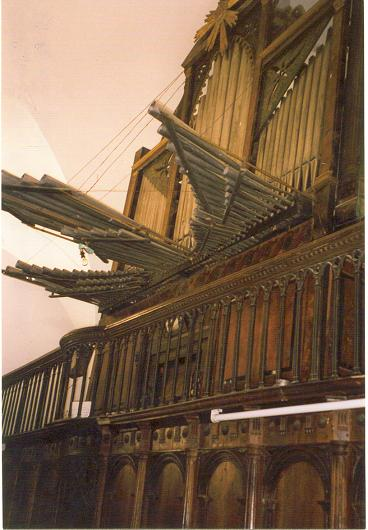
San Pedro de Ayerbe
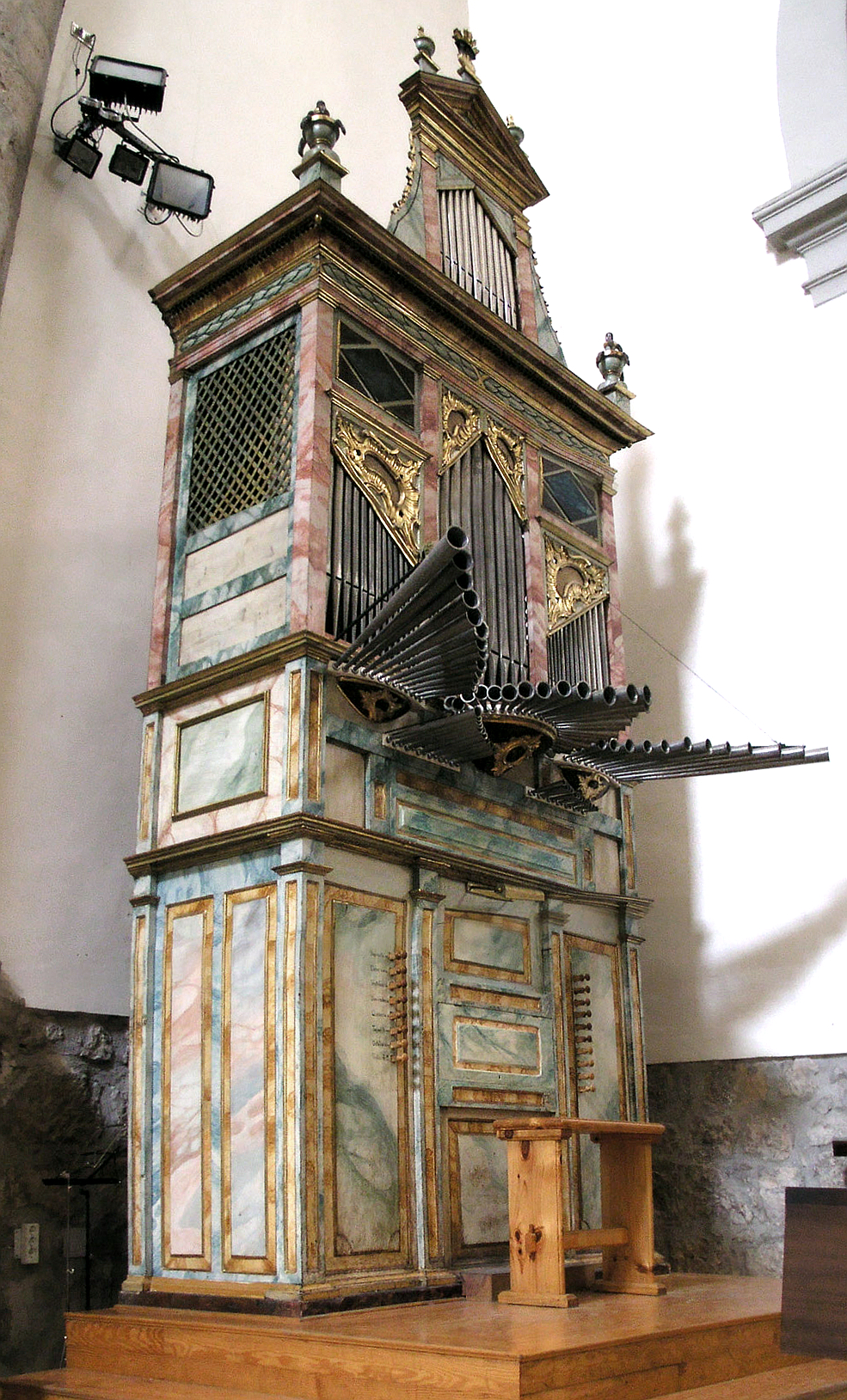
San Andrés de Valladolid
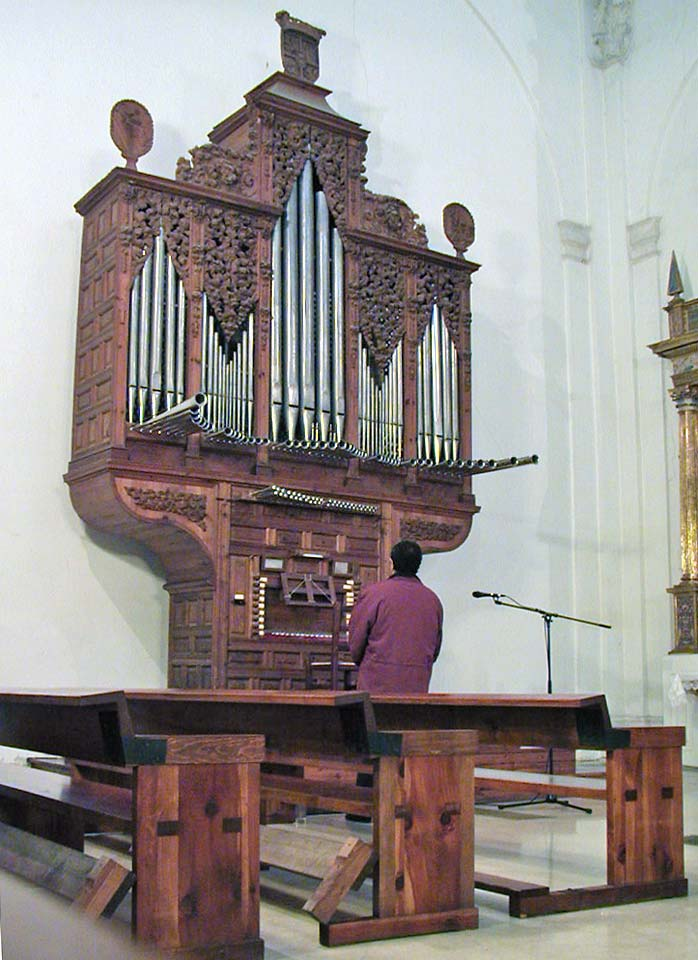
Monasterio de las Huelgas Reales - Valladolid
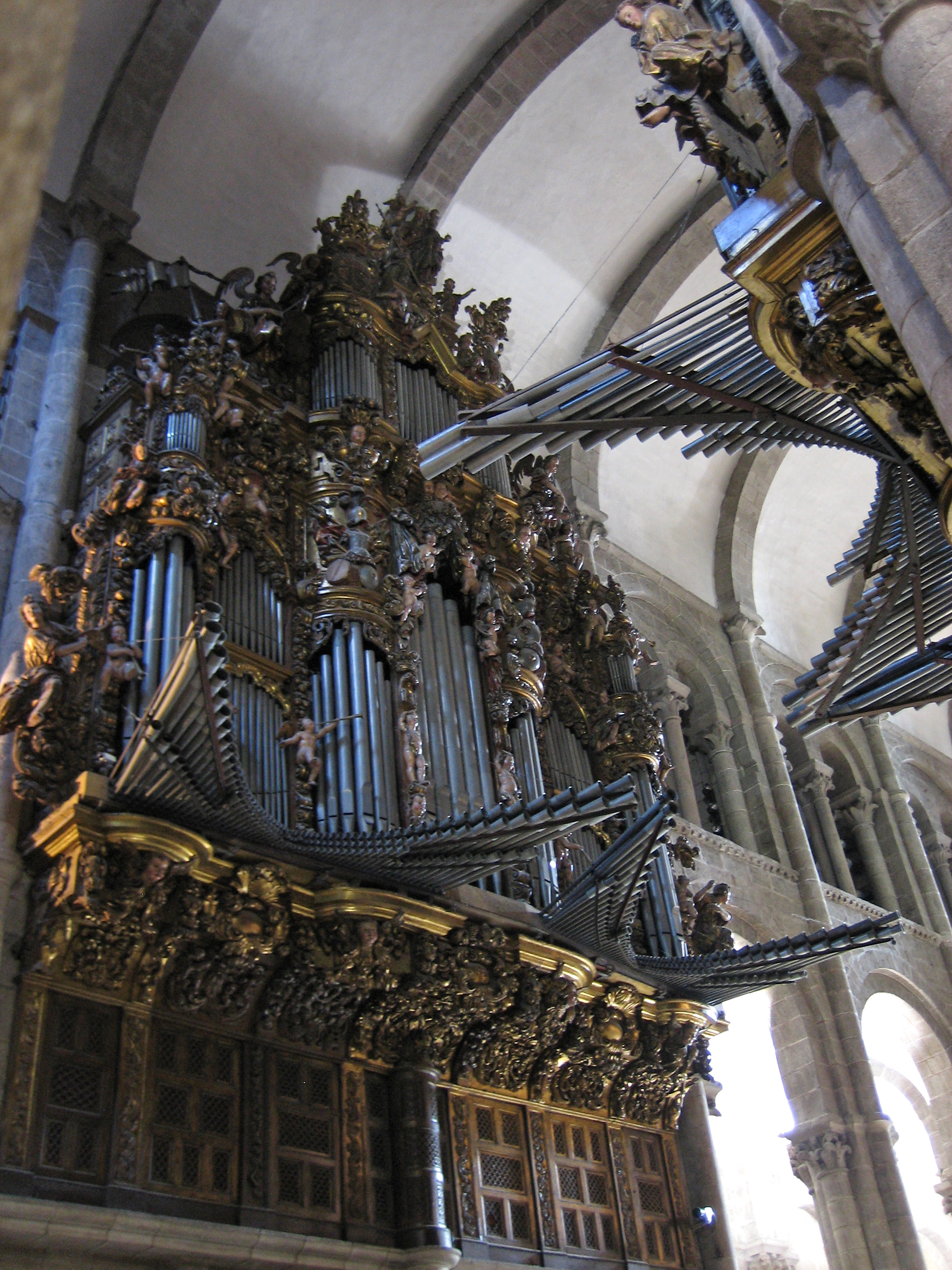
Orgue de la Cathédrale de Saint-Jacques-de-Compostelle